# Motet
Motet (francuski: motet, od mot: riječ) je u glazbi važan oblik svjetovne ili crkvene višeglasne glazbe u razdoblju od 13. do 18. stoljeća. Motet, koji potječe od tzv. klauzulâ u diskantu, obliku ranoga višeglasja iz razdoblja stila pariške škole Notre-Dame početkom 13. stoljeća, u najranijoj fazi je samostalna troglasna, pretežno svjetovna forma s različitim tekstovima (na latinskome, francuskom ili paralelno na oba jezika).
U idućim stilskim razdobljima srednjega vijeka (ars antiqua, ars nova), tijekom kasnoga 13. stoljeća i cijeloga 14. stoljeća, motet je postao glavna i elitna forma višeglasne pjesme, u kojoj su se ispitivale stilske i tehničke inovacije (npr. izoperiodika, izoritmija, razvoj notacije i dr.) što će se poslije rabiti u drugim glazbenim formama poput mise i dr. Glavni skladatelji moteta u srednjem vijeku bili su Petrus de Cruce, Adam de la Halle, Philippe de Vitry i Guillaume de Machaut.
U razdoblju glazbene renesanse (oko 1430. – 1600.) motet je doživio transformaciju, postavši uz misu glavna forma crkvene glazbe. Glavni renesansni skladatelji moteta bili su Guillaume du Fay, Johannes Ockeghem, Josquin des Prés, Charles Mouton, Giovanni Pierluigi da Palestrina, Orlando di Lasso, Philippe de Monte i dr. (u Hrvatskoj Julije Skjavetić).
Tijekom baroka motet se postupno pretvorio u perifernu formu s biblijskim tekstovima na latinskom jeziku u katoličkoj liturgiji i narodnim jezicima u protestantskoj. Razvio se specifičan motetski stil (stylus motecticus), kao konzervativni talijanski višeglasni stil crkvene glazbe, koji će uredbom pape Urbana VIII. iz 1623. u katoličkim zemljama prevladavati do početka 19. stoljeća. Usporedno se razvio tzv. koncertirani motet, kao sakralni vokalni koncert u baroknome stilu. Barokne motete skladali su, uz mnoštvo ostalih, Lodovico Grossi da Viadana, Alessandro Scarlatti, Jean-Baptiste Lully, Jean-Philippe Rameau, Heinrich Schütz, te manji broj Johann Sebastian Bach i Georg Philipp Telemann (u Hrvatskoj Tomaso Cecchini, Julije Bajamonti i dr.).
Nakon 1750. motet se nije razvijao, premda su ga povremeno skladali i istaknuti skladatelji poput Wolfganga Amadeusa Mozarta, Felixa Mendelssohna, Franza Liszta, Johannesa Brahmsa, Giuseppea Verdija i dr.